# Cyniczne córy Zurychu
Cyniczne córy Zurychu – trzeci album studyjny Artura Andrusa wydany 18 marca 2015 przez Mystic Production (nr kat. MYSTCD 283). Uzyskał status platynowej płyty.

## Lista utworów
Opracowano na podstawie materiału źródłowego.
| 1.  | Nie zaczynaj                                                       | 2:07  |
|     | muz. Marcin Partyka, sł. Artur Andrus                              |       |
| 2.  | Baba na psy                                                        | 3:03  |
|     | muz. Łukasz Borowiecki, sł. Artur Andrus                           |       |
| 3.  | Szalona krewetka                                                   | 4:03  |
|     | muz. Włodzimierz Korcz, sł. Artur Andrus, chórki: Zbigniew Wodecki |       |
| 4.  | Mona Lisa – rodowód                                                | 2:48  |
|     | muz. Jay Livingston, sł. Artur Andrus, sł.org. Ray Evans           |       |
| 5.  | Orzeł może                                                         | 3:29  |
|     | muz. Łukasz Borowiecki, sł. Artur Andrus                           |       |
| 6.  | Nazwali go marynarz - szanta narciarska                            | 2:40  |
|     | muz. Łukasz Borowiecki, sł. Artur Andrus                           |       |
| 7.  | Diridonda                                                          | 3:13  |
|     | muz. Zdenko Runijić, sł. Artur Andrus, sł.org. Zdenko Runijić      |       |
| 8.  | Cyniczne córy Zurychu                                              | 3:54  |
|     | muz. Łukasz Borowiecki, sł. Artur Andrus                           |       |
| 9.  | Biodro ułana                                                       | 4:19  |
|     | muz. Marcin Partyka, sł. Artur Andrus                              |       |
| 10. | Zając na Manhattanie                                               | 2:36  |
|     | muz. Wojciech Karolak, sł. Artur Andrus                            |       |
| 11. | Bambino jazzu feat.Dorota Miśkiewicz                               | 2:32  |
|     | muz. Łukasz Borowiecki, sł. Artur Andrus                           |       |
| 12. | Twarz Moniuszki                                                    | 3:17  |
|     | muz. Wojciech Stec, sł. Artur Andrus                               |       |
| 13. | Baba na psy - kynologiczny rock liryczny                           | 3:16  |
|     | muz. Łukasz Borowiecki                                             |       |
|     |                                                                    | 41:17 |
|     |                                                                    |       |